# Синьйора добре грає у Скопу?
«Синьйора добре грає у Скопу?» — італійська еротична комедія 1974 року, знятий режисером Джуліано Карнімео на кіностудії «Dania Film».

## Сюжет
Фільм, про продавця взуття якого любить і обожнює протилежна стать, але ідеальних людей, як правило, не існує і в нього теж є шкідлива звичка, він часто програє в карти великі суми грошей і змушений надавати послуги інтимного плану жінкам, щоб розплатитися з боргами.

## У ролях
- Карло Джуффре: Мікеле Каммальуло
- Едвіж Фенек: Єва, німецька дружина Альберто
- Карло Делле П'яне: Тоніно
- Оресте Ліонелло: Альберто, чоловік Єви, письменник
- Енцо Каннавале: Пеппіно
- Енцо Андроніко: Освальдо, лікар
- Франка Валері: Джулія Нашімбені
- Джіджі Балліста: Джервазіо Каміната
- Енцо Робутті: антиквар Прімо Ґвендаліні
- Діді Перего: Моніка Нашімбені
- Ліа Танці: повія Маріса
- Адріана Факкетті: економка Джудітта

## Знімальна група
- Режисер: Джуліано Карнімео
- Сценаристи: Лучано Мартіно, Серджо Мартіно, Франческо Міліція, Тіто Карпі, Маріано Лауренті
- Продюсер: Лучано Мартіно
- Оператор: Федеріко Дзанні
- Монтаж: Еудженіо Алабізо
- Композитор: Алессандро Алессандроні
- Художник: Антоніо Візоне
- Костюми: Розальба Менікеллі
- Грим: Франко Ді Джіроламо